# Strada statale 407 Basentana
La strada statale 407 Basentana (SS 407) è un'importante strada statale italiana, il cui tracciato segue il corso del fiume Basento da Potenza a Metaponto collegando l'appennino alla litoranea ionica, interamente in Basilicata.

## Percorso
Prende inizio dalla strada statale 7 Via Appia all'altezza dello svincolo di Potenza sud è il proseguimento del raccordo autostradale 5 (Sicignano degli Alburni - Potenza) è la parte finale dell'itinerario della strada europea E847, dorsale nord-sud che unisce Sicignano degli Alburni a Metaponto.
Dopo pochi chilometri, all'altezza di Vaglio Basilicata in provincia di Potenza, si trova lo svincolo che porta sulla strada statale 658 Potenza-Melfi che collega Potenza all'area del Vulture-Melfese. Altro svincolo importante è al km  66,2 che, attraverso il raccordo SS7 e SS 7  porta a Matera e poi percorrendo le superstrade SS99 e SS96 arriva a Bari.

### Tabella percorso
| Basentana | |       |           |                |
| Tipo      | Indicazione | km    | Provincia | Strada europea |
|           | Variante di Potenza Sicignano degli Alburni - del Mediterraneo - Salerno                                                        | 0,0   | PZ        |                |
|           | Vaglio Basilicata - Tolve - San Chirico Nuovo - Bari Via Appia                                                                  | 1,0   | PZ        |                |
|           | Melfi - Rionero in Vulture Potenza-Melfi                                                                                        | 1,5   | PZ        |                |
|           | Scalo Vaglio Basilicata Potenza-Melfi                                                                                           | 2,0   | PZ        |                |
|           | SC Molino | 3,4   | PZ        |                |
|           | Vaglio Basilicata Zona industriale                                                                                              | 5,9   | PZ        |                |
|           | C.da Isca d'Ecclesia | 6,6   | PZ        |                |
|           | Parco La Grancia | 9,6   | PZ        |                |
|           | Brindisi Montagna - Vaglio Basilicata                                                                                           | 11,3  | PZ        |                |
|           | Trivigno | 15,6  | PZ        |                |
|           | Albano di Lucania - Albano Scalo - Castelmezzano - Campomaggiore                                                                | 19,1  | PZ        |                |
|           | Campomaggiore - Pietrapertosa - Accettura - Stigliano                                                                           | 24,8  | PZ        |                |
|           | Tricarico | 36,4  | MT        |                |
|           | Calciano | 40,3  | MT        |                |
|           | Grassano - Garaguso - Tricarico Scalo ex di Calle                                                                               | 42,4  | MT        |                |
|           | Area di servizio | 50,8  | MT        |                |
|           | Salandra - Grottole Scalo | 51,6  | MT        |                |
|           | Area di servizio | 52,3  | MT        |                |
|           | Ferrandina Scalo | 63,5  | MT        |                |
|           | Ferrandina Via Appia - Miglionico - Matera - Altamura- Bari Via Appia                                                           | 66,2  | MT        |                |
|           | Ferrandina Zona industriale | 68,5  | MT        |                |
|           | Località Macchia- Pisticci | 70,9  | MT        |                |
|           | Zona industriale Termine spartitraffico                                                                                         | 76,3  | MT        |                |
|           | Area di servizio | 77,3  | MT        |                |
|           | Scalo Pisticci - Pisticci della Valle del Basento                                                                               | 78,5  | MT        |                |
|           | Marconia-Tinchi | 87,3  | MT        |                |
|           | Bernalda | 92,2  | MT        |                |
|           | SP Pizzica-Demanio Campagnolo                                                                                                   |       | MT        |                |
|           | Area di Servizio | 100   | MT        |                |
|           | Jonica Reggio Calabria Taranto - Scanzano Jonico - Policoro - Sibari - Corigliano Calabro - Rossano - Crotone - Reggio Calabria | 100,4 | MT        |                |
|           | Jonica Taranto | 100,6 | MT        |                |
|           | Metaponto | 101,0 | MT        |                |